# Циклон (институт)

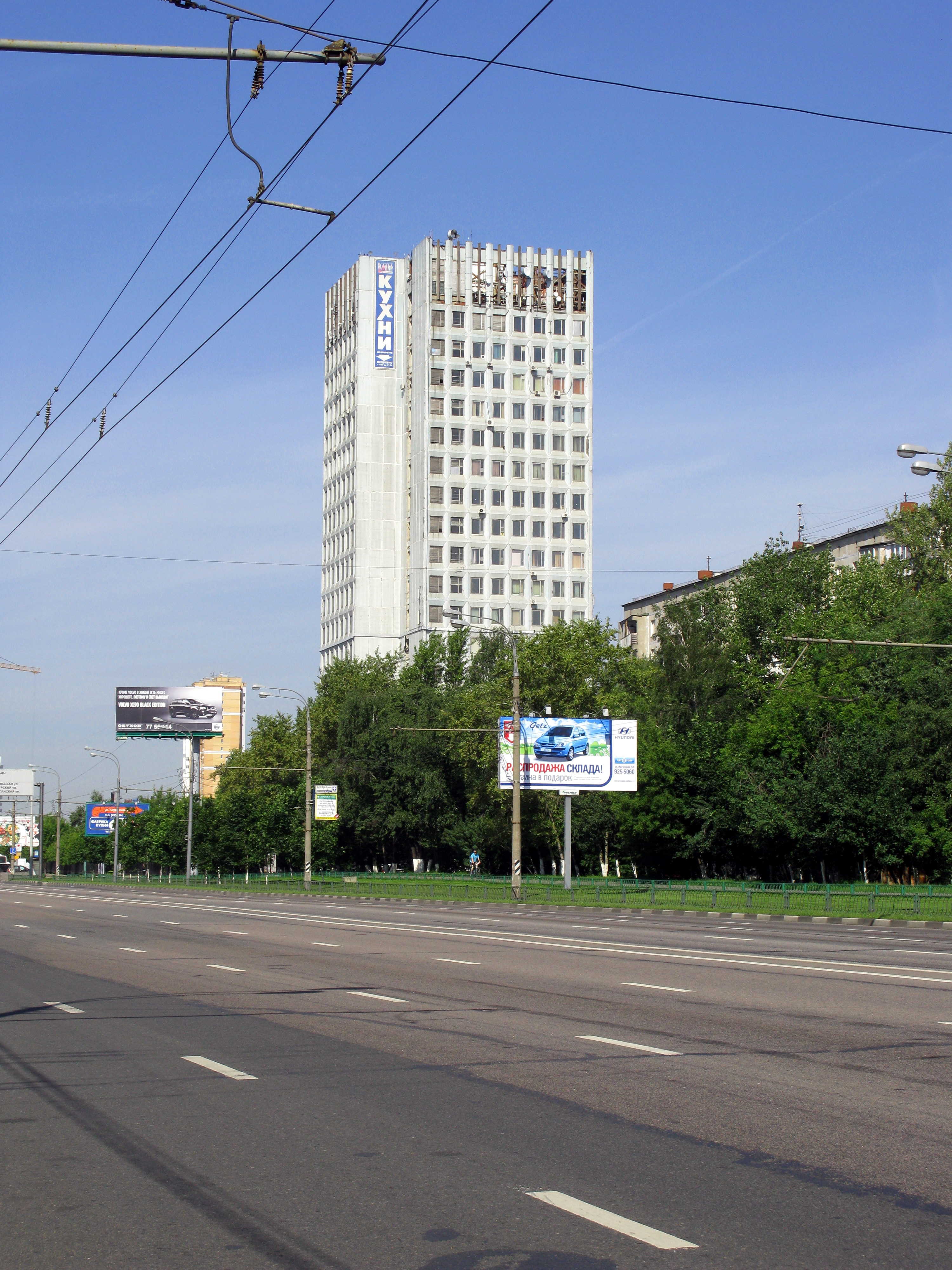
АО «ЦНИИ „Циклон“»

АО «Центральный научно-исследовательский институт «ЦИКЛОН» — научно-исследовательский институт, который входит в состав холдинговой компании «Росэлектроника» Государственной корпорации «Ростех». Занимается разработкой и производством оптико-электронной техники.
Из-за вторжения России на Украину институт находится под международными санкциями Евросоюза, США, Канады и других стран.

## История компании
ОАО «Центральный научно-исследовательский институт „ЦИКЛОН“» создан в июне 1961 года в рамках Министерства электронной промышленности СССР.
До 1973 года носил название ЦБ ПНПП при НИИ-35 Минэлектронпрома СССР (ЦБНПП). В соответствии с приказом Министерства электронной промышленности СССР от 6 марта 1973 г. преобразован в Центральный научно-исследовательский институт применения электронных изделий (ЦНИИПЭИ).

Приказом министерства от 12 июня 1974 г. переименован в Центральный научно-исследовательский институт «Циклон».
Является единственным сертифицированным в России разработчиком и производителем неохлаждаемых тепловизоров и систем технического зрения на их основе.
К 2015 году планировалось строительство первого в России завода по производству микроболометрических матриц.

## О предприятии
АО «ЦНИИ «Циклон» (г. Москва) входит в состав холдинговой компании «Росэлектроника» Государственной корпорации «Ростех», численность работников по состоянию на 2021 год составляет 400 человек. На базе АО «ЦНИИ «Циклон» создано 16 испытательно-технических центров.
Направления деятельности:

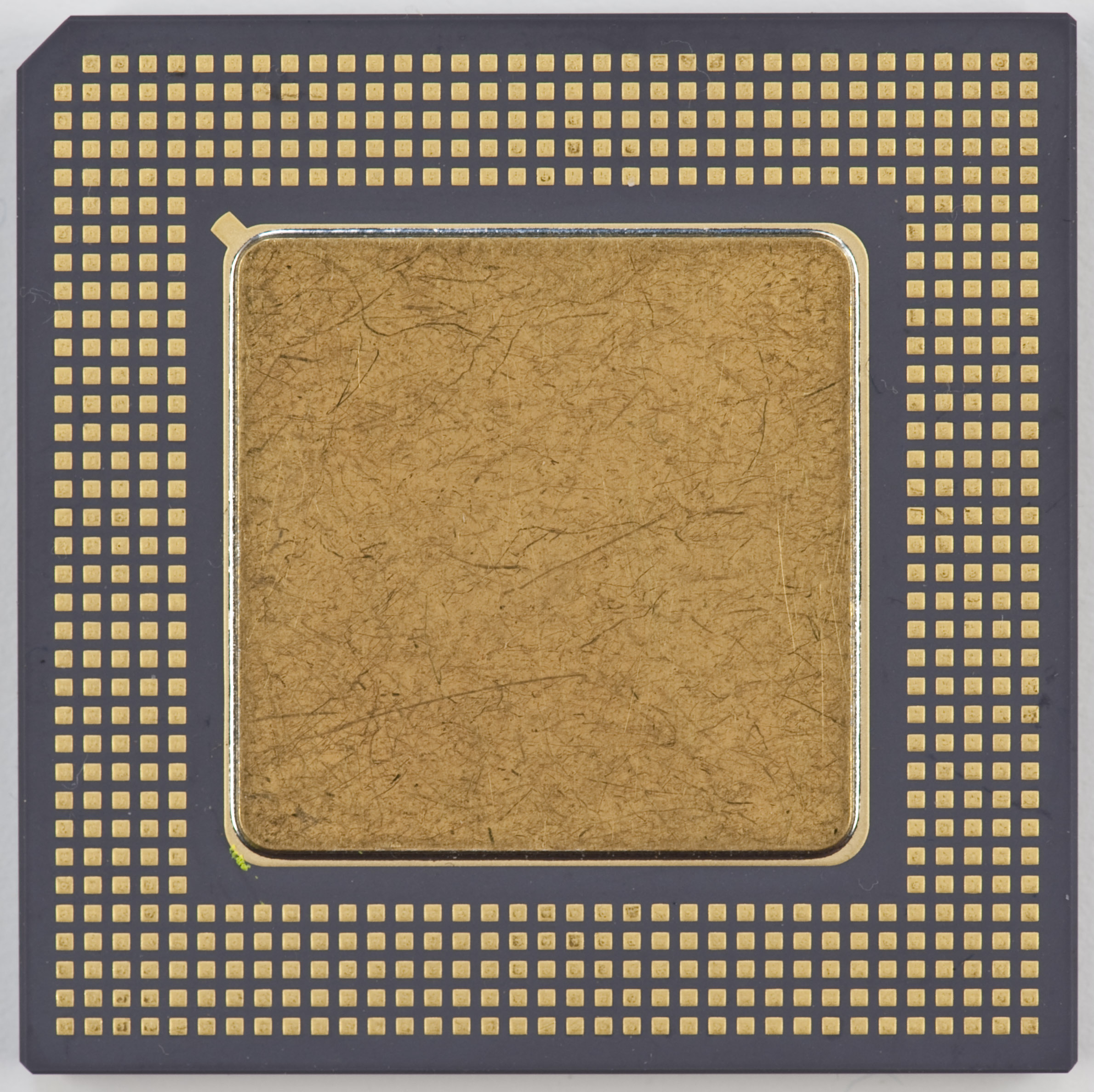
SoC, «система на кристалле»

- разработка и производство тепловизионных модулей и приборов на основе неохлаждаемых микроболометрических матриц;
- разработка прицельных комплексов и систем управления огнём;
- создание тепловизионных систем на базе ФПУ на матрицах на квантоворазмерных ямах структурах T2SL;
- создание низкоуровневых телевизионных видеокамер и теплотелевизионных систем на их основе;
- разработка и производство сложнокомплексированных многоспектральных оптико-электронных систем с функцией дальнометрирования на безопасных для глаз длинах волн; SoC, «система на кристалле»
- разработка и производство оптических систем и отдельных компонентов, работающих в спектральном диапазоне от 0,2 до 14 мкм, в том числе, асферических дифракционных компонентов, изготовленных методами алмазного точения;
- разработка и проектирование сверхбольших интегральных схем (СБИС), электронных схем обработки информации типа «система на кристалле»;
- специальные приложения — системотехника, алгоритмика, программирование, материаловедение и др.;
- органические оптоэлектроника и микроэлектроника на базе электро- и фотоактивных органических и полимерных материалов, включая неорганические наноматериалы;
- печатные и гибридные технологии электроники на базе непрерывных технологий R2R;
- сертификация зарубежных электронных компонентов, используемых при производстве, в том числе, систем технического зрения;
- разработка и производство тепловизионных систем на базе линеек и матриц на квантоворазмерных ямах с использованием структур GaAs, легированных Al[10]
- серийное производство микродисплеев на органических светодиодах (OLED); * организация серийного производства микроболометрических матриц формата 160×120, 384×288, 640×480 и 1280×960.

На АО «ЦНИИ «Циклон» инсталлируется кластер и происходит отладка технологии серийного выпуска микродисплеев на органических светодиодах (OLED), запуск которого был намечен на 2012 г.
АО «ЦНИИ «Циклон» является одним из четырёх в мире производителем данных микродисплеев. Производственная мощность — до 24 тыс. штук в год при односменной работе.
На предприятии предполагается также создание производства микроболометрических матриц.
Ещё одно ноу-хау института представляет собой комплекс наблюдения и прицеливания на гиростабилизированной платформе. Его особенностью является телевизионная система с двумя «коаксиально» установленными камерами в одном зеркально-линзовом объективе. Объективы камер с широким и узким полем «зрения» позволяют наблюдать общую и детальную обстановку соответственно.
Комплекс универсален и может устанавливаться на катерах и кораблях пограничной охраны, на вертолётах и использоваться береговой охраной. Дальность обнаружения целей достигает от 3-5 до 20 км.
Производственные мощности ОАО «ЦНИИ «Циклон» позволяют производить до 5000 тепловизоров в месяц.
В 2015 году предприятию присвоен статус Технопарка.

## Продукция предприятия
АО «ЦНИИ „Циклон“» производит носимые и переносные тепловизионные и тепловизионно-дальномерные средства для индивидуального и группового приборного оснащения военнослужащих, авиационной техники, включая БПЛА, оптико-электронные средства для систем ПВО, приборы вождения автобронетанковой техники и пилотирования вертолётов.
На основе разработанных тепловизионных и низкоуровневых телевизионных модулей институтом создан ряд систем технического зрения различного назначения, работающих в широком диапазоне видимого и ИК излучений. Системы обладают высокой разрешающей способностью и качеством телевизионного и тепловизионного изображений.
Системы и приборы сертифицированы, литеризованы и поставляются в МО, ФСБ, МВД, МЧС РФ.

### Тепловизионный прицел «Шахин»
Главный конструктор Здобников А. Е.

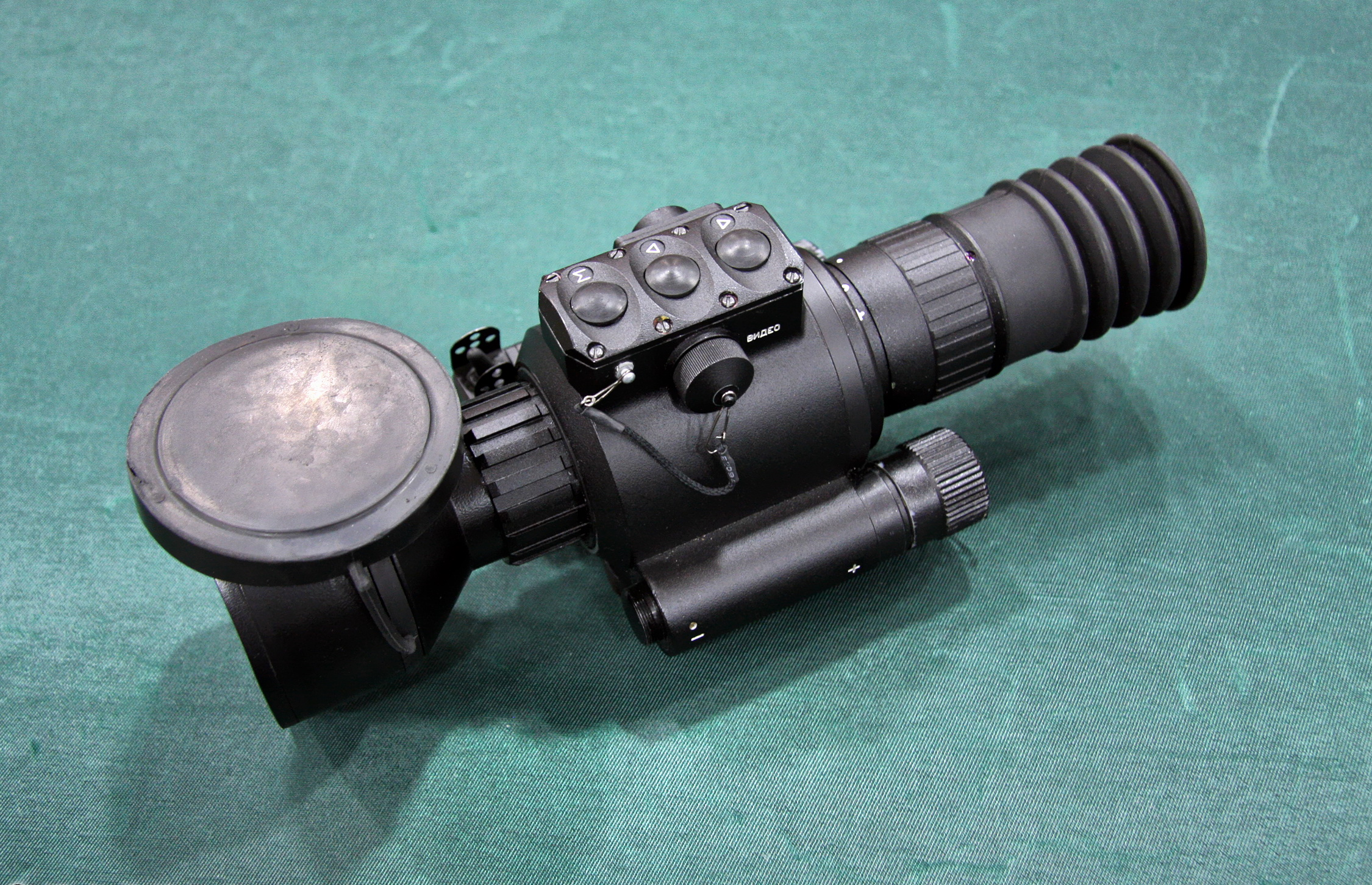
Прицел «Шахин» в охотничьем исполнении

Первые испытания «Шахина» состоялись 1 февраля 2012 года в Пскове на базе десантно-штурмовой дивизии ВДВ.
В основе устройства прицела лежит чувствительная к тепловому излучению неохлаждаемая фотоприёмная матрица из аморфного кремния, работающая в диапазоне 8-14 мкм. Блок электронной обработки прицела Шахин позволяет сохранять данные баллистики для 7 типов оружия, а также вводить горизонтальные и вертикальные поправки во время стрельбы.
Обеспечивает прицельную стрельбу из стрелкового оружия в любых условиях боевой обстановки, не требует искусственных источников света, и является единственным неохлаждаемым тепловизионным прицелом полностью российской разработки и производства. 

Название продукции ОАО «ЦНИИ «Циклон» традиционно связано с хищными птицами с хорошим ночным зрением. Тепловизионный прицел получил название в честь пустынного сокола шахина.

### Тепловизионная система экипировки «Ратник»

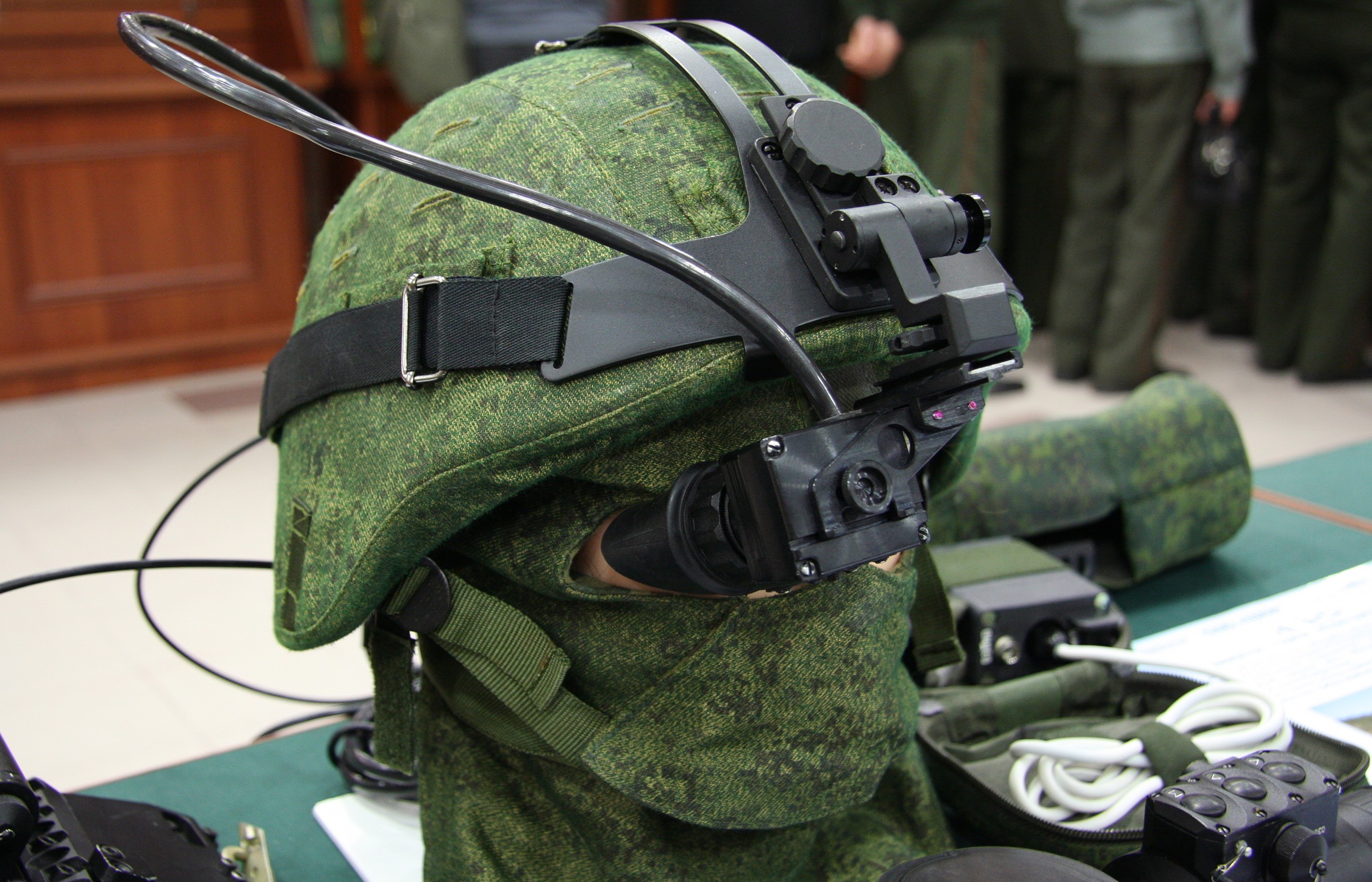
Нашлемный монитор экипировки «Ратник»

На основе «Шахина» ОАО «ЦНИИ „Циклон“» разработана тепловизионная система для экипировки солдата будущего «Ратник», представляющая собой совокупность тепловизионного прицела 1ПН140 (1ПН139), нашлемного средства отображения информации (микродисплей с «наглазником») и прибора разведки и целеуказания (тепловизионный бинокль).
Миниатюрный информационный дисплей обеспечивает отображение с высокой чёткостью полноцветную видео- и графическую информацию от различных телевизионных и тепловизионных приборов наблюдения и разведки, в том числе видеоадаптера мобильного компьютера.
Главная особенность микромонитора заключается в использовании органических светоизлучающих диодов (ОСИД), что позволяет обеспечить высокую яркость свечения и работоспособность при температурах до — 60 градусов.
Прибор разведки, входящий в комплект «Ратника», помимо тепловизора оснащён и лазерным дальномером, а также совмещается с комплексом разведки и целеуказания «Стрелец». Благодаря этому информация о характере цели и её координатах, полученная бойцом, в считанные секунды будет передана в вышестоящий штаб. C 2015 года ЦНИИ «Циклон» перейдёт на использование в тепловизорах отечественных матриц, что позволит снизить стоимость тепловизионного прицела для «Ратника».

### Портативный тепловизор-дальномер «Сыч-4»

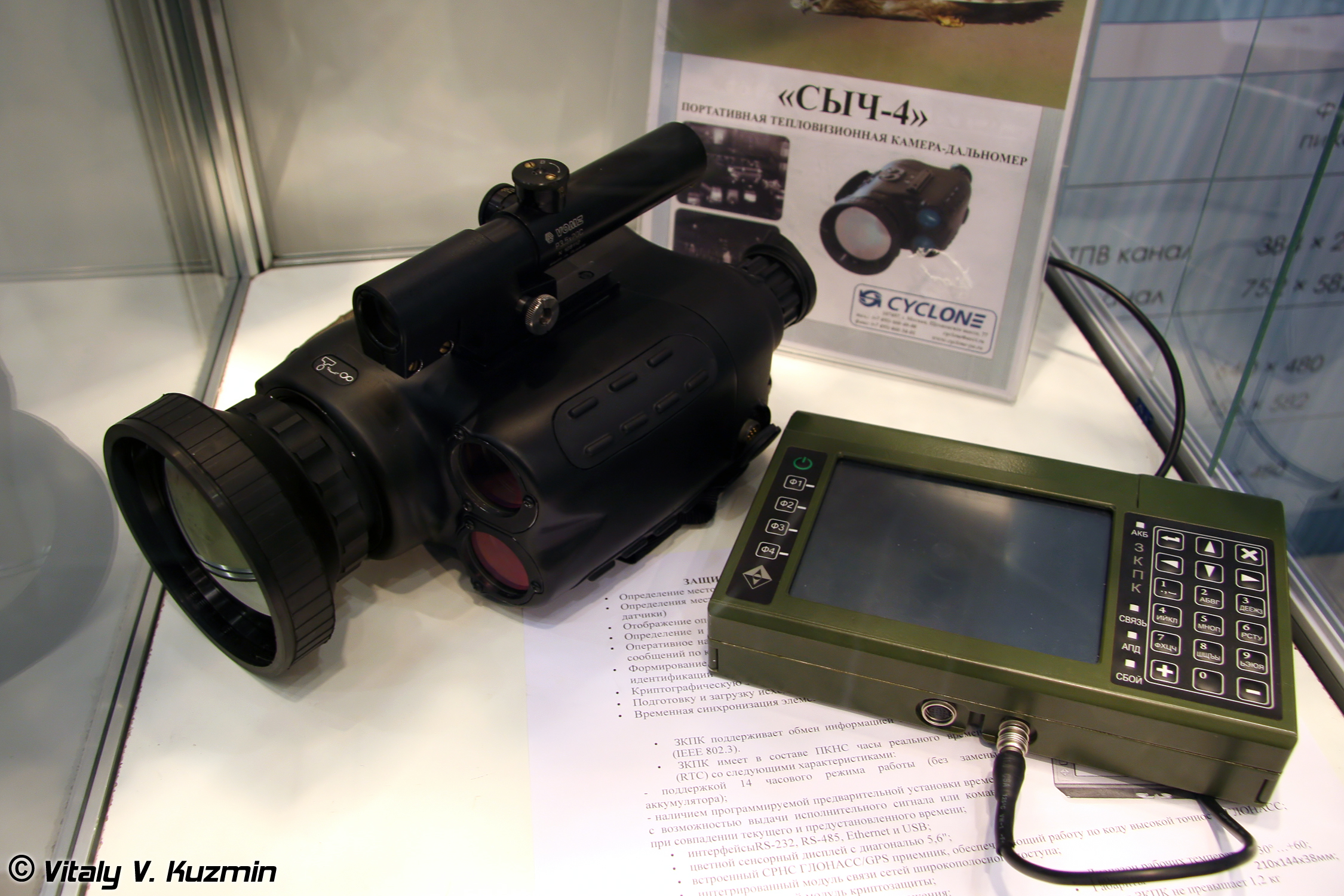
Сыч-4

Предназначен для круглосуточного поиска и наблюдения объектов в простых и сложных метеоусловиях и в условиях искусственных помех при осуществлении контроля заданной территории, проведении поисково-спасательных работ, выявлении очагов возгорания. «Сыч-4» впервые представлен на ежегодной международной выставке средств обеспечения безопасности государства Интерполитех-2011.
Камера работает в инфракрасном диапазоне и оснащена дорогостоящей высококачественной оптикой на основе элемента германий, поскольку тепловизоры работают в длинноволновом инфракрасном диапазоне, где обычное стекло непрозрачно. В тепловизоре-дальномере «Сыч-4» используется передовая технология неохлаждаемых микроболометров. Электронная угломерно-дальномерная сетка позволяет оценить дальность до объекта и угловые координаты.
От предыдущей модели отличается увеличенными дальностями обнаружения (3400-4400 м) и распознавания (1100—1400 м). Исполняется в двух вариантах и в зависимости от фокусного расстояния 100 мм и 130 мм его масса достигает 2,4 кг и 2,6 кг соответственно. При этом «Сыч-4» оснащён встроенной системой записи в течение всего времени работы камеры. Питание прибора осуществляется от внешнего источника напряжением 12 вольт.

Название получил в честь птицы из отряда совиных, обладающей прекрасным ночным зрением. По состоянию на конец 2013 года на вооружении погранслужбы Российской Федерации состояло около 2000 тепловизионных приборов «Сыч», «Сыч-3» и «Скопа-3».

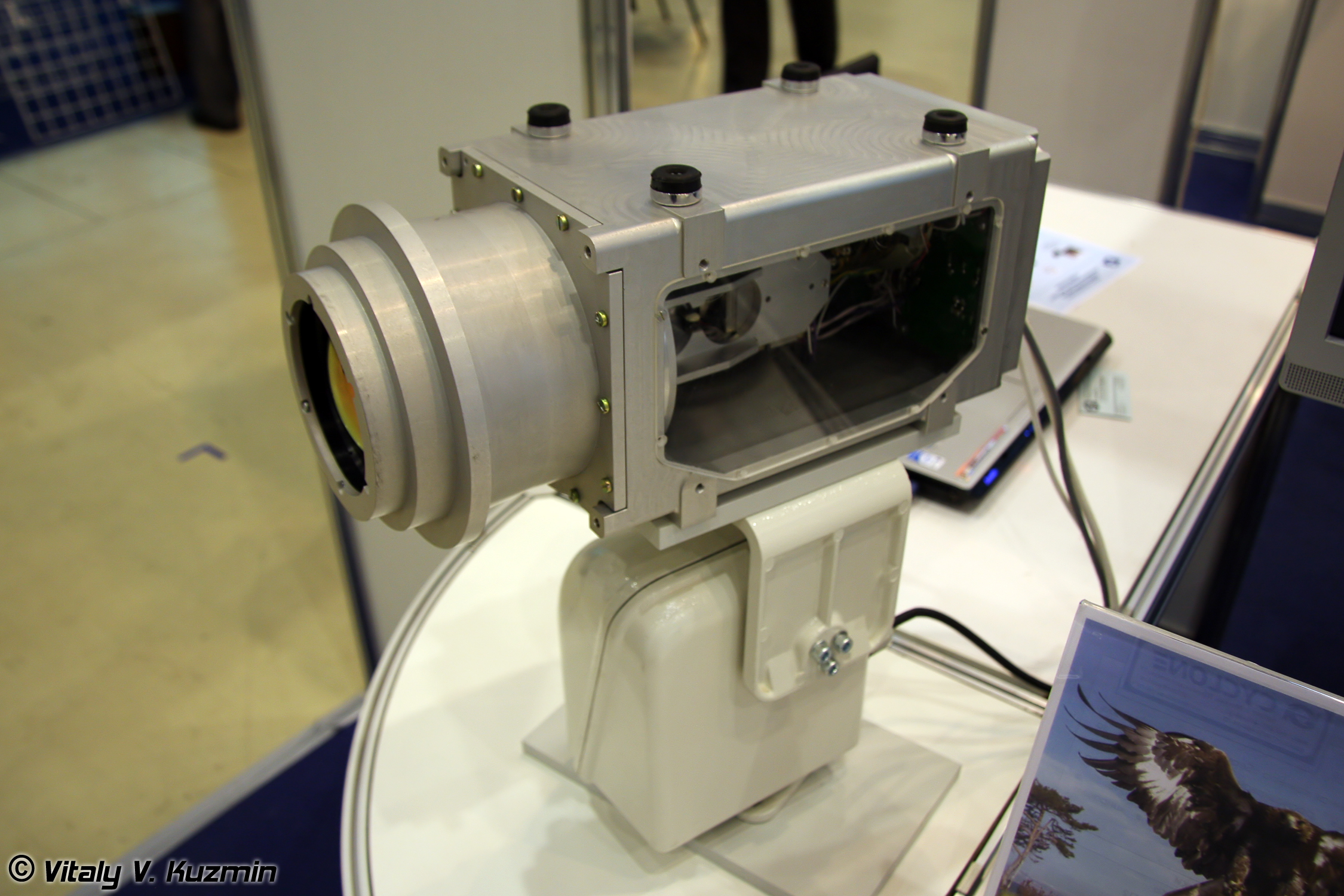
Тепловизионная камера «Беркут»

### Охлаждаемая тепловизионная камера «Беркут»
Тепловизионная камера «Беркут» предназначена для круглосуточного обнаружения, распознавания и наблюдения за объектами на больших дальностях. Работает в средневолновом инфракрасном диапазоне, вариообъектив камеры позволяет распознавать объекты в широком диапазоне дальностей, при этом дальность обнаружения человека составляет 10 километров.
В «Беркуте» используется передовая технология охлаждаемых фотоприемных устройств на InSb.

## Перспективные разработки

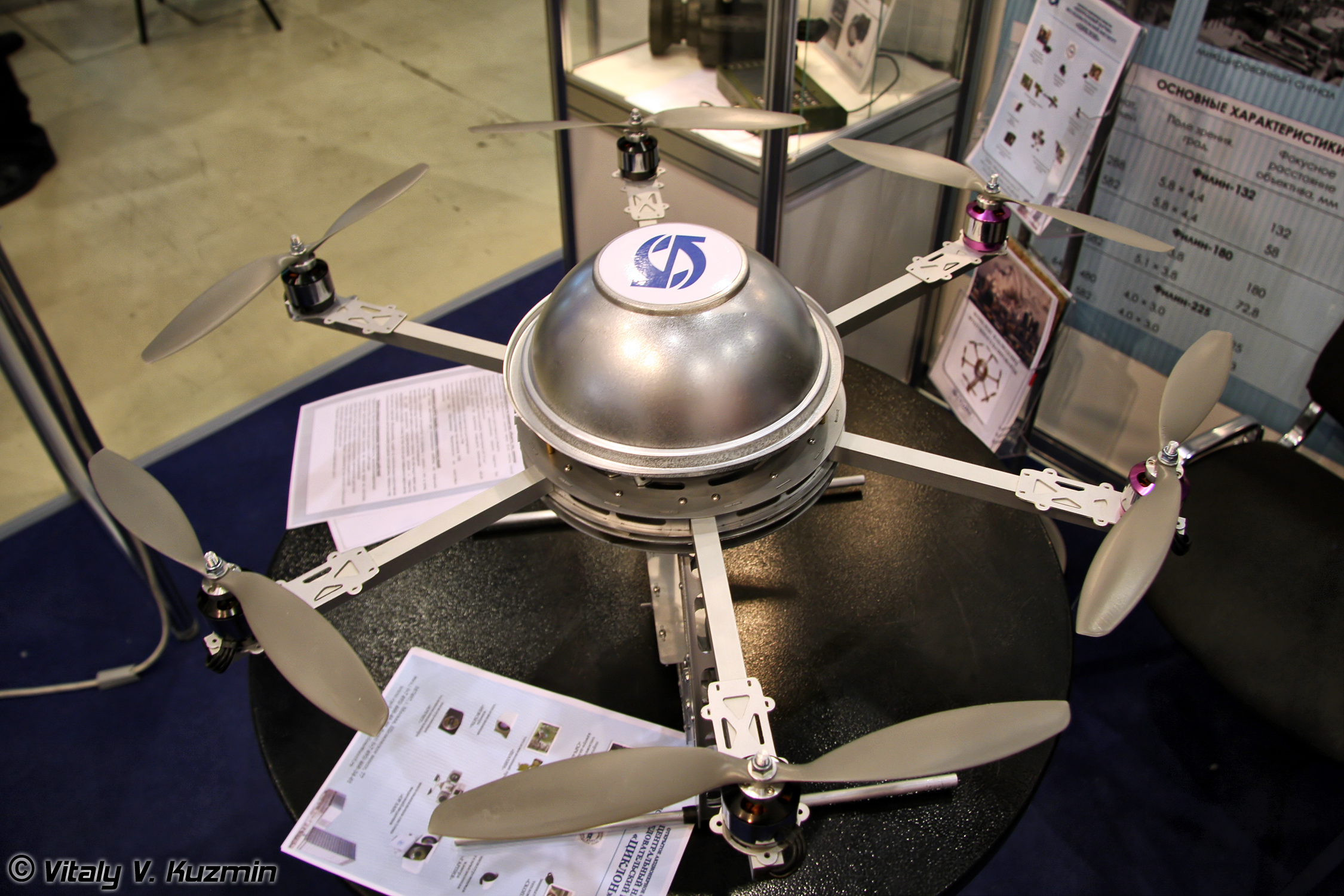
БПЛА ЦНИИ Циклон

В 2011 году на Интерполитехе-2011 был представлен разработанный ОАО «ЦНИИ „Циклон“» беспилотный летательный аппарат (БПЛА), не имеющий собственного названия. В рамках выставки разработка была представлена как «Комплекс наблюдения воздушного базирования» ОАО «ЦНИИ „Циклон“».

Авторами патента прицельного комплекса БПЛА являются Тарасов Виктор Васильевич, Груздев Владимир Васильевич, Гомзин Александр Владиславович, Лачугин Владислав Александрович и Здобников Александр Евгеньевич.
Прицельный комплекс боевого БПЛА в составе бортового радио-оптико-электронного оборудования включает радиолокационную станцию с фазированной решёткой, радиостанцию связи с наземным командным пунктом, оптико-электронную систему в видимом и ИК-диапазонах волн, блок питания и высотомер.
Оптико-электронная система состоит из телевизионного и тепловизионного каналов, двухкоординатного поворотного устройства и системы стабилизации линии визирования.

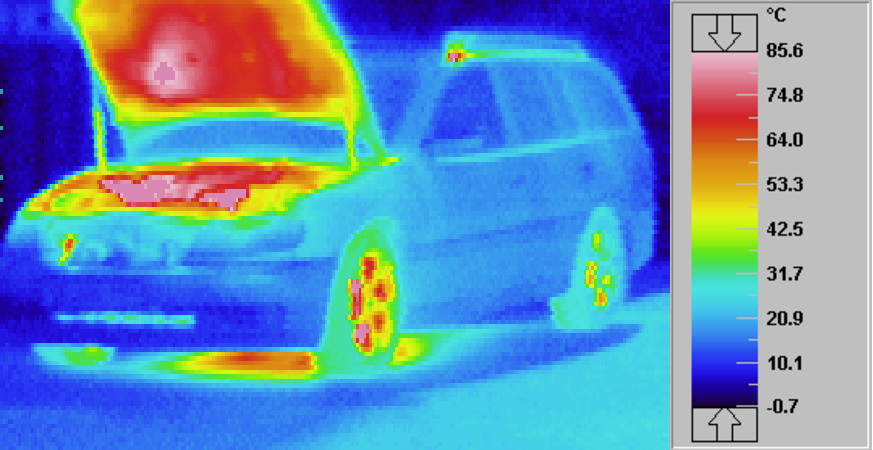
Изображение автомобиля в ИК-диапазоне

 Телевизионный и тепловизионный каналы оптико-электронной системы могут быть выполнены с возможностью формирования сигналов узкого и широкого полей зрения. Радиолокационная станция с фазированной решёткой может быть выполнена с возможностью работы как в режиме реального луча, так и в режиме синтезированной апертуры. Система стабилизации линии визирования оптико-электронной системы также может быть выполнена прямой в виде гироскопической платформы или косвенной.
Тепловизор производства ОАО «ЦНИИ „Циклон“» для оперативного создания планов местности высокого разрешения во время спецопераций также установлен на одном из БПЛА, проходящих испытания в ФСБ России.

Совместное предприятие Циклона и группы «Антарес» — ТОПЭ — в 2016 году объявило о начале поставок микродисплеев OLED для армии.
С 2018 года ведётся сотрудничество с научными институтами РХБЗ ВС РФ, ведётся опытно-конструкторская работа по созданию прибора для дистанционного обнаружения токсичных веществ в атмосфере с их идентификацией и определением концентрации, который можно будет устанавливать на автомобилях и другой технике.

## Инновации в гражданском секторе
Помимо использования тепловизионных приборов для проведения оценки теплоэффективности зданий и сооружений, ОАО «ЦНИИ „Циклон“» ведёт разработки и в других сферах жизнедеятельности.

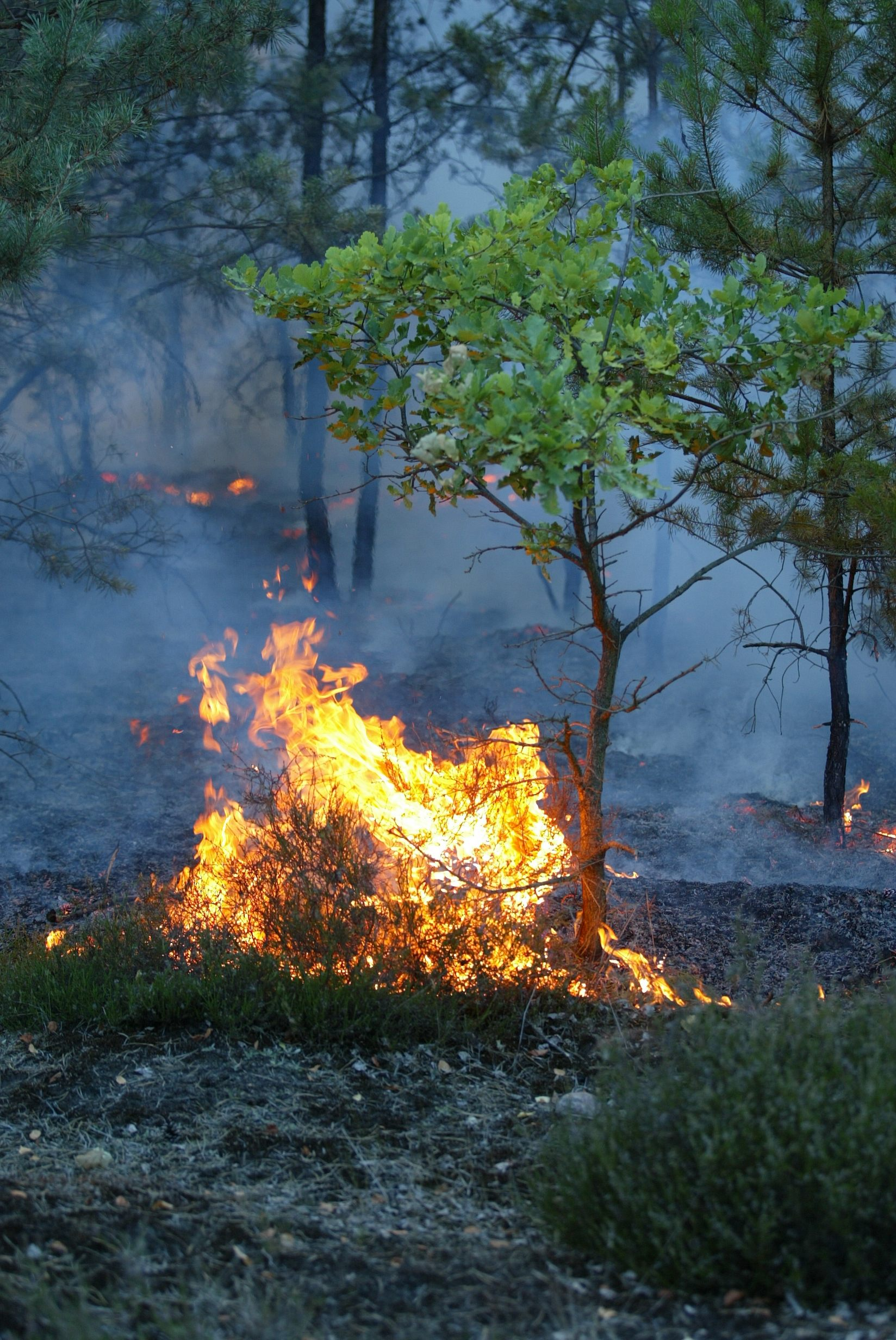
Лесной пожар

- Для МЧС России разработана портативная тепловизионная камера спасателя «Чеглок»[26], с многоцветным температурным кодированием, позволяющим обнаруживать живых людей при сильной задымлённости и пожаре[27].
- Для МВД России разработаны стационарная и мобильная система «Орлан» и «Орлан-М», которые оснащены лазерным дальномером и системой навигации (GPS), и позволяют вести видеофиксацию на малых и больших дальностях[28].
  - В состав комплексов «Орлан» могут входить низкоуровневые камеры «Гарпия» (с дальностью обнаружения человека 15 километров)[29] и «Кречет» (с дальностью обнаружения автомобиля 20 километров)[30].
  - «Орланы» могут комплектоваться неохлаждаемой тепловизионной камерой Неясыть, позволяющей вести видеонаблюдение и видеофиксацию правонарушений на расстоянии до 4 км в условиях сложных метеоусловий (пыль, туман, задымление от лесных пожаров)[31].
- На Интерполитехе-2014 ОАО «ЦНИИ „Циклон“» представлен мобильный пункт управления для дистанционного наблюдения при чрезвычайных ситуациях, комплектуемый низкоуровневыми или цветными телевизионными камерами, тепловизионными камерами, средствами отображения и регистрации видеоинформации, а также средствами передачи видеоизображений по радиоканалу[32].
- В 2011 году ОАО "ЦНИИ «Циклон» заключило соглашение с резидентом фонда Сколково ООО «ДиСиКон» (г. Нижний Новгород) о развитии и продвижении систем дистанционного наземного мониторинга леса[33]. Система видеомониторинга «Лесной дозор», удостоенная золотых и серебряных медалей на различных российских и международных инновационных салонах, позволяет оператору вести дистанционный мониторинг лесных массивов в целях своевременного обнаружения лесных пожаров на удалении 30 километров[34].
- В 2011 году система мониторинга лесных массивов, внедрённая на тот момент в Тверской области, Нижегородской и Вологодской областях, представлена Президенту России[35].

## Ключевые фигуры
Генеральный директор — Кравченко Алексей Юрьевич.
Технический директор — Коваль Юрий Иванович

## Галерея

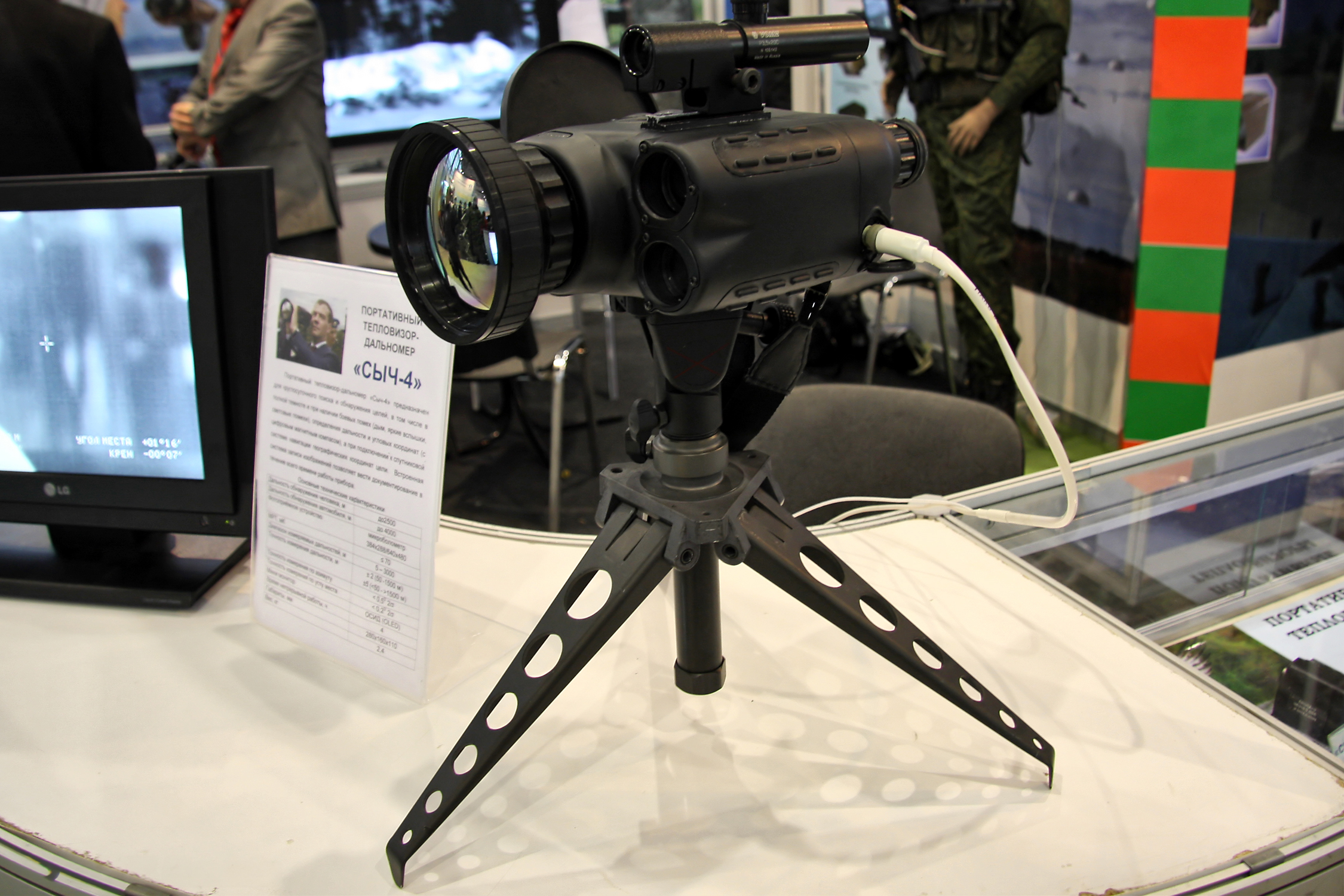
Тепловизор «Сыч-4»
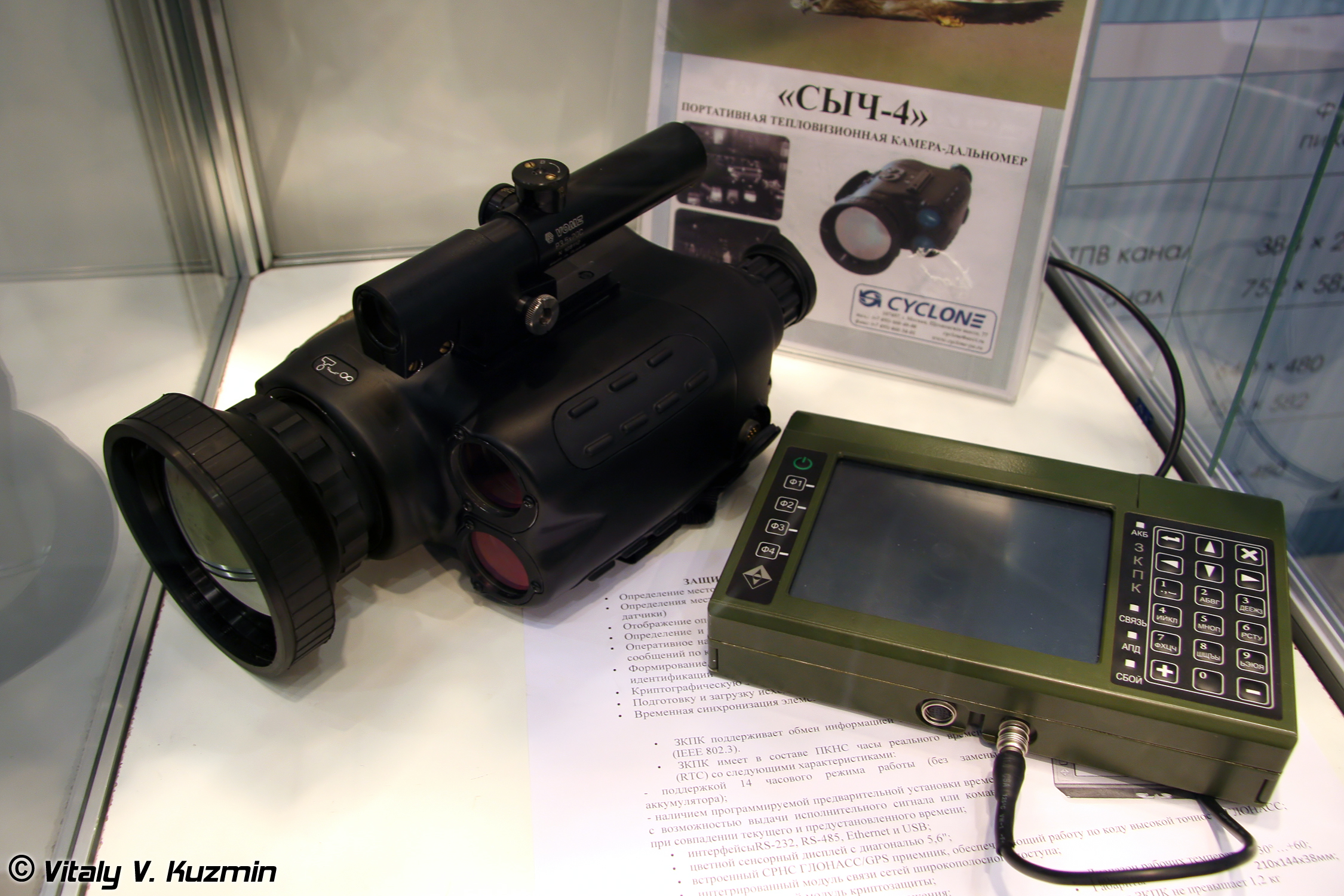
Тепловизор «Сыч-4»
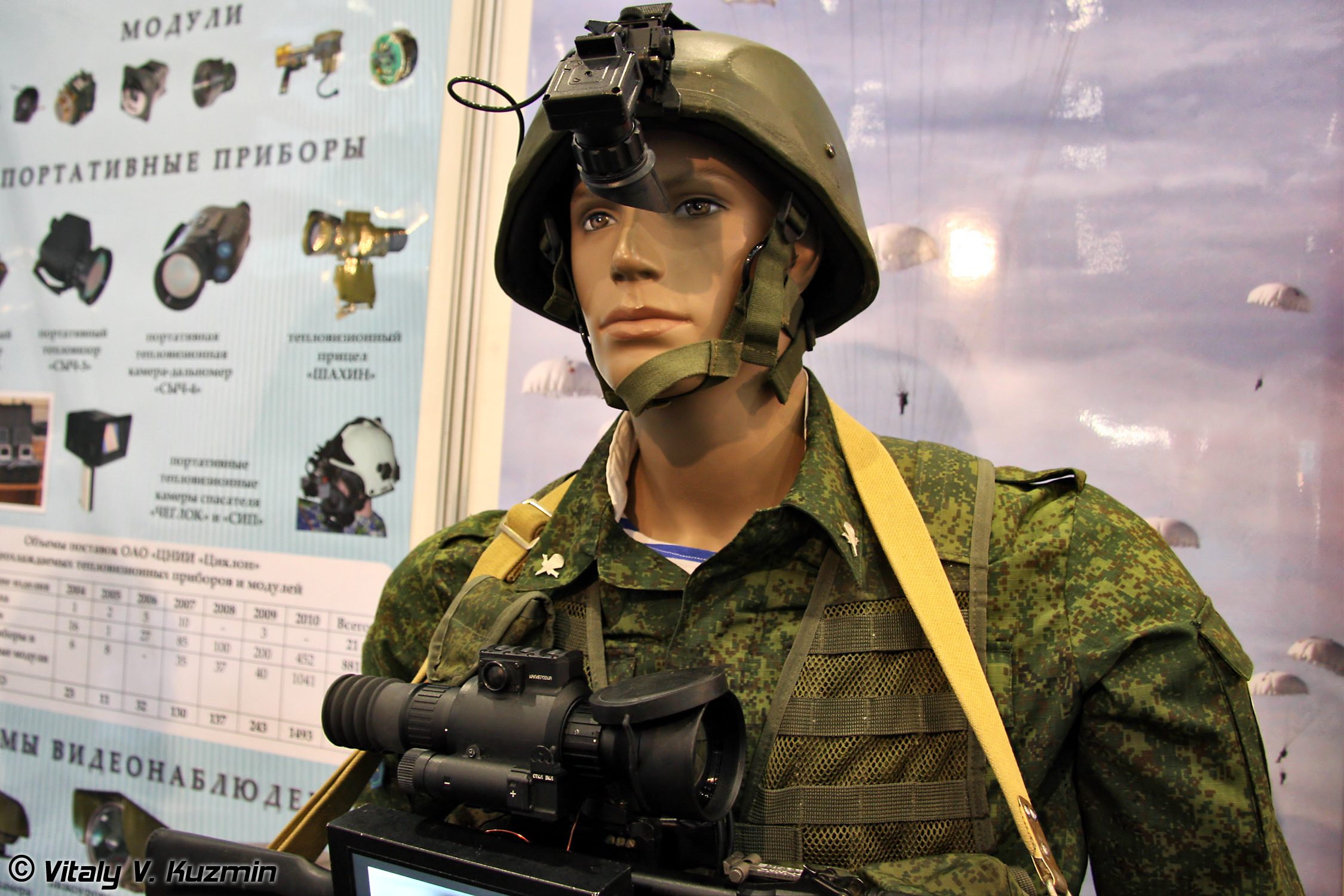
«Шахин» в экипировке Ратник
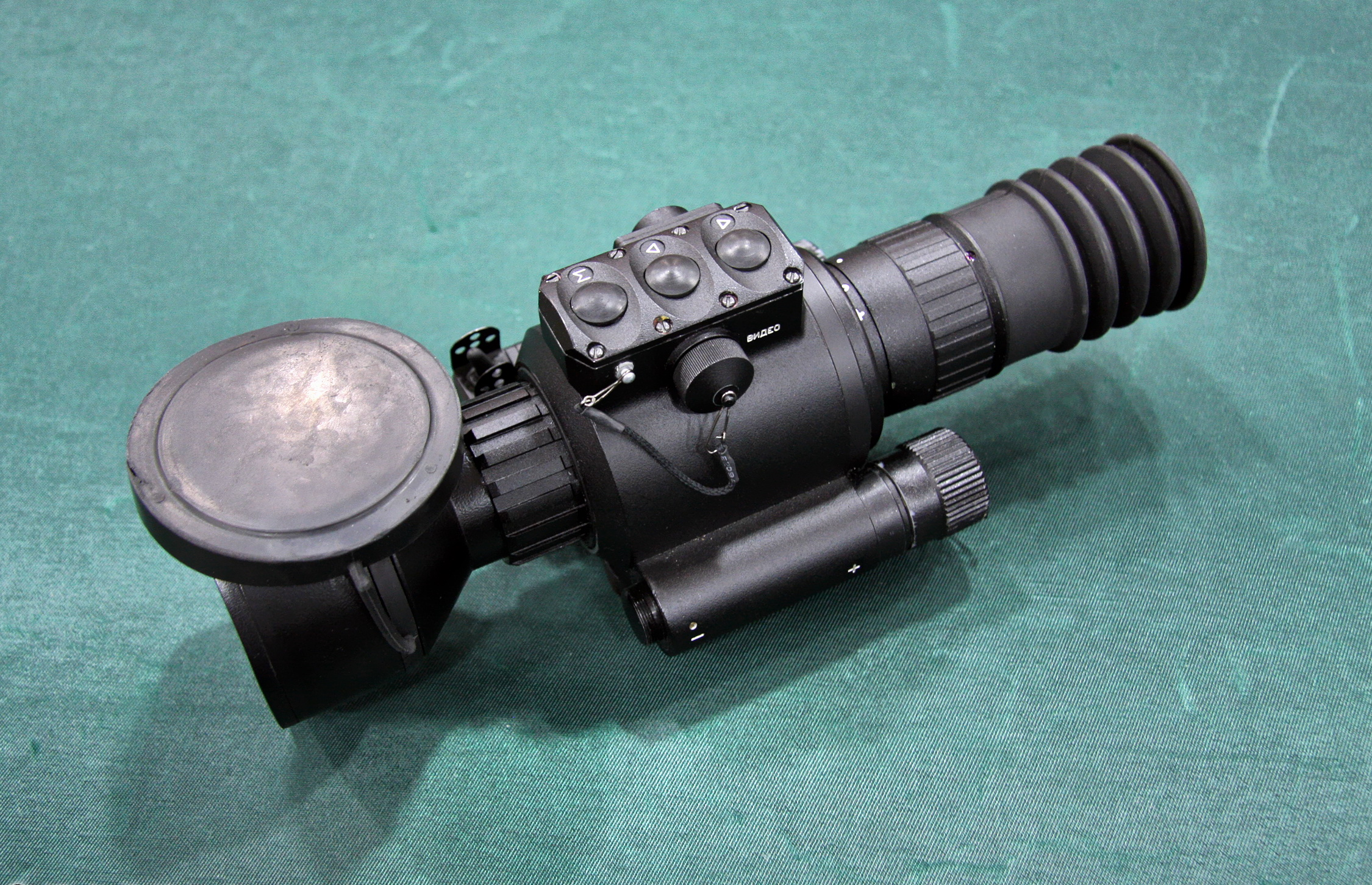
Прицел «Шахин»

## Примечание
1. 1 2 3  Посещение Центрального научно-исследовательского института «Циклон». Дата обращения: 8 сентября 2014. Архивировано 8 сентября 2014 года.
2. ↑  США вводят экспортные ограничения против более чем 90 связанных с РФ организаций и лиц - ТАСС. TACC. Дата обращения: 9 января 2023. Архивировано 9 января 2023 года.
3. ↑  Канада объявила санкции против 33 российских оборонных предприятий. Forbes. Дата обращения: 9 января 2023. Архивировано 9 января 2023 года.
4. ↑  АКЦИОНЕРНОЕ ОБЩЕСТВО "ЦЕНТРАЛЬНЫЙ НАУЧНО-ИССЛЕДОВАТЕЛЬСКИЙ ИНСТИТУТ "ЦИКЛОН". Война и санкции. Дата обращения: 9 января 2023. Архивировано 9 января 2023 года.
5. ↑  Санкции под оптическим прицелом. Как ФБР заманило в ловушку и арестовало российского бизнесмена, поставлявшего дисплеи для армии. The Insider. Дата обращения: 31 октября 2023. Архивировано 31 октября 2023 года.
6. ↑  Центральный научно-исследовательский институт «Циклон» (ЦНИИ «Циклон») Министерства электронной промышленности СССР и его предшественник, г. Москва (1961—1991 гг.) / Филиал Российского государственного архива научно-технической документации в г. Самаре. Путеводитель. — 2007. Архивная копия от 25 февраля 2020 на Wayback Machine
7. ↑  ОАО "ЦНИИ «Циклон». Дата обращения: 6 января 2014. Архивировано из оригинала 10 января 2014 года.
8. ↑  «Ростех» и партнеры вложат 3 млрд рублей в производство матриц для «солдат будущего». Дата обращения: 17 ноября 2014. Архивировано 29 ноября 2014 года.
9. ↑  Предприятия холдинга. Дата обращения: 8 сентября 2014. Архивировано 8 сентября 2014 года.
10. ↑  ЦИКЛОН, государственный центральный научно-исследовательский институт. Дата обращения: 9 сентября 2014. Архивировано 10 сентября 2014 года.
11. ↑  http://www.sovetnikprezidenta.ru/106/6_pmief.html Архивная копия от 8 сентября 2014 на Wayback Machine Советник президента, 2012, № 106
12. ↑  http://nnm.me/blogs/rokotov-ilya/za-chto-chapman-vyslali-iz-ssha-2/ Архивная копия от 11 сентября 2014 на Wayback Machine За что Чапман выслали из США
13. ↑  http://rostec.ru/research/project/3981 Архивная копия от 6 октября 2014 на Wayback Machine Ростех — Инфракрасное зрение
14. ↑  http://news.mail.ru/economics/4857778/ Архивная копия от 10 сентября 2014 на Wayback Machine Глаз Беркута
15. ↑  С 2015 года «Циклон» перейдёт на отечественные матрицы. Дата обращения: 10 ноября 2014. Архивировано 10 ноября 2014 года.
16. ↑  Глаз «Беркута» — Новости Экономики — Новости Mail.Ru. Дата обращения: 9 сентября 2014. Архивировано из оригинала 10 сентября 2014 года.
17. ↑  http://www.arms-expo.ru/articles/127/59761/ Архивная копия от 11 сентября 2014 на Wayback Machine Русские Сычи видят в любое время
18. ↑  http://lenta.ru/articles/2014/01/05/thermal Архивная копия от 6 января 2014 на Wayback Machine «Лента.ру» испытала тепловизионные прицелы
19. ↑  Уникальные разработки ЦНИИ «Циклон» представит на «Интерполитех-2013» — ВПК.name. Дата обращения: 9 сентября 2014. Архивировано 10 сентября 2014 года.
20. ↑  Охлаждаемая тепловизионная камера «Беркут» — ОАО "ЦНИИ «Циклон». Дата обращения: 9 сентября 2014. Архивировано из оригинала 19 декабря 2014 года.
21. ↑  http://vitalykuzmin.net/?q=node/406 Архивная копия от 10 сентября 2014 на Wayback Machine Интерполитех-2011 — БПЛА, роботы и оптика
22. ↑  Прицельный комплекс боевого беспилотного летательного аппарата. Патент РФ 2294514. Дата обращения: 9 сентября 2014. Архивировано 11 сентября 2014 года.
23. ↑  Ростех :: Новости :: В Ростехе создают тепловизор для беспилотника. Дата обращения: 11 сентября 2014. Архивировано 11 сентября 2014 года.
24. ↑  РБК: Евгений Ройтман и «Ростех» вложились в производство микродисплеев. Дата обращения: 3 марта 2016. Архивировано 4 марта 2016 года.
25. ↑  Научно-исследовательский институт «Циклон» / Войска радиационной, химической и биологической защиты Вооруженных сил Российской Федерации. 100 лет в строю: юбилейный сборник. Часть 2. — М.: Компания «Информационный мост», 2018. — С. 112—113.
26. ↑  http://www.cyclone-jsc.ru/index.php/ru/spetsialnye-razrabotki/18-produktsiya/spetsialnye-razrabotki/15-portativnaya-teplovizionnaya-kamera-spasatelya-cheglok.html Архивная копия от 9 сентября 2014 на Wayback Machine Портативная тепловизионная камера спасателя «Чеглок»
27. ↑  Статьи: Lenta.ru: Оружие: Вооружение: Цветовая карта температур. Дата обращения: 6 января 2014. Архивировано 6 января 2014 года.
28. ↑  http://www.cyclone-jsc.ru/index.php/ru/mnogokanalnye-sistemy/20-produktsiya/mnogokanalnye-sistemy-videonablyudeniya/22-avtonomnyj-mobilnyj-kompleks-videonablyudeniya-orlan-m.html Архивная копия от 10 сентября 2014 на Wayback Machine Мобильный комплекс «Орлан-М»
29. ↑  http://www.cyclone-jsc.ru/index.php/ru/nizkourovnevye-kamery/17-produktsiya/nizkourovnevye-televizionnye-kamery/12-dvukhpolevaya-nizkourovnevaya-televizionnaya-kamera-garpiya.html Архивная копия от 10 сентября 2014 на Wayback Machine Двухполевая низкоуровневая камера «Гарпия»
30. ↑  http://www.cyclone-jsc.ru/index.php/ru/nizkourovnevye-kamery/17-produktsiya/nizkourovnevye-televizionnye-kamery/13-nizkourovnevaya-televizionnaya-kamera-krechet.html Архивная копия от 10 сентября 2014 на Wayback Machine Низкоуровневая камера «Кречет»
31. ↑  http://www.cyclone-jsc.ru/index.php/ru/teplovizionnye-kamery/16-produktsiya/teplovizionnye-kamery/neokhlazhdaemye-teplovizionnye-kamery/10-neokhlazhdaemaya-teplovizionnaya-kamera-neyasyt.html Архивная копия от 11 сентября 2014 на Wayback Machine Неохлаждаемая тепловизионная камера «Неясыть»
32. ↑  http://rostec.ru/news/4514872 Архивная копия от 23 октября 2014 на Wayback Machine «Росэлектроника» показала мобильный пункт управления
33. ↑  «Дозор» и «Циклон»: соглашение о намерениях. Дата обращения: 9 сентября 2014. Архивировано из оригинала 10 сентября 2014 года.
34. ↑  Источник. Дата обращения: 9 сентября 2014. Архивировано 24 февраля 2014 года.
35. ↑  Единая Россия официальный сайт партии / Новости / Медведев узнал о программе «Лесной дозор». Дата обращения: 9 сентября 2014. Архивировано 11 сентября 2014 года.

## Телевизионные сюжеты
- «Вести» — Универсальный солдат
- «Вести» — Тепловизоры видят все
- «Вести» — Глаз беркута
- «5 канал» — Владимир Путин побывал в НИИ «Циклон»
- «Вести 24» — Тепловизор безопасности
- «Вести 24» — Глаз как у орла